# Роминешть (Гренічешть, Сучава)
Роминешть, Роминешті (рум. Românești) — село у повіті Сучава в Румунії. Входить до складу комуни Гренічешть.
Село розташоване на відстані 371 км на північ від Бухареста, 19 км на північний захід від Сучави, 132 км на північний захід від Ясс.

## Населення
За даними перепису населення 2002 року у селі проживали 623 особи, з них 622 особи (99,8%) румунів.
Рідною мовою назвали:
| Мова       | Кількість осіб | Відсоток |
| ---------- | -------------- | -------- |
| румунська  | 611            | 98,1%    |
| українська | 12             | 1,9%     |